# Conchaspididae
Conchaspididae (лат.) — семейство червецов подотряда Sternorrhyncha. 30 видов. Ноги имеются у всех видов, кроме одного; голень и лапка слиты в один членик; усики 3—5 — члениковые; в двух родах отмечена метаторакальная склеротизация около задних тазиков. Обнаруживаются на деревьях и древесных многолетних растениях, также найдены на орхидеях и молочаях. 5 видов встречаются на пальмах.

## Распространение
Встречаются повсеместно, но в Австралии (1 вид — Conchaspis angraeci) и Палеарктике (1 вид — Conchaspis angraeci, Абхазия) представлены инвазивными видами. Наибольшее разнообразие отмечено на Мадагаскаре (более 10 видов). Афротропика (16 видов), Неарктика, Неотропика, Ориентальный регион. Предпочитают тропические области, но один вид (Fagisuga) обилен в холодных областях умеренного климата юга южной Америки.

## Систематика
30 видов, 4 рода (из них три монотипичных). Карл Линней описал первого представителя этого семейства (Conchaspis capensis) ещё в своём труде Centuria Insectorum (1763), но затем более века прошло до открытия новых видов. Conchaspididae первоначально рассматривались в качестве подсемейства в составе Coccidae, но позднее Гордон Феррис (Gordon Floyd Ferris, 1937) повысил их в ранге до статуса отдельного семейства.
- Asceloconchaspis Williams, 1992[5]
  - Asceloconchaspis milleri Williams, 1992 — США
- Conchaspis Cockerell, 1893[6][7]
  - Conchaspis acaciae
  - Conchaspis angraeci
  - Conchaspis buchananiae
  - Conchaspis capensis
  - Conchaspis cordiae
  - Conchaspis didiereae
  - Conchaspis diplothemii
  - Conchaspis ekebergiae
  - Conchaspis euphorbiae
  - Conchaspis fluminensis
  - Conchaspis garciniae
  - Conchaspis hainanensis
- Fagisuga Lindinger, 1909
  - Fagisuga triloba Lindinger, 1909 — Аргентина, Чили
- Paraconchaspis Mamet, 1959
  - Paraconchaspis major Mamet, 1959 — Мадагаскар